# Lijst van gemeenten in Satu Mare

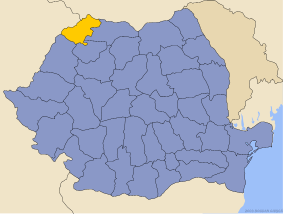
Het district Satu Mare in Roemenië

Lijst van gemeenten in het Roemeense district Satu Mare
1. Acâș
2. Andrid
3. Apa
4. Bătarci
5. Beltiug
6. Berveni
7. Bixad
8. Bârsău
9. Bogdand
10. Botiz
11. Călinești-Oaș
12. Cămărzana
13. Cămin
14. Carei (stad)
15. Căpleni
16. Căuaș
17. Cehal
18. Certeze
19. Craidorolț
20. Crucișor
21. Culciu
22. Doba
23. Dorolț
24. Foieni
25. Gherța Mică
26. Halmeu
27. Hodod
28. Homoroade
29. Lazuri
30. Medieșu Aurit
31. Micula
32. Moftin
33. Odoreu
34. Orașu Nou
35. Păulești
36. Petrești
37. Pir
38. Pișcolt
39. Pomi
40. Sanislău
41. Santău
42. Săcășeni
43. Satu Mare (stad)
44. Săuca
45. Socond
46. Supur
47. Tarna Mare
48. Terebești
49. Tiream
50. Târșolț
51. Turț
52. Turulung
53. Urziceni
54. Valea Vinului
55. Vama
56. Vetiș
57. Viile Satu Mare

Steden met gemeentestatus: Satu Mare · Carei

Steden zonder gemeentestatus: Ardud · Negrești-Oaș · Tășnad · Livada

Gemeenten: Acâș · Andrid · Apa · Bătarci · Beltiug · Berveni · Bixad · Bârsău · Bogdand · Botiz · Călinești-Oaș · Cămărzana · Cămin · Căpleni · Căuaș · Cehal · Certeze · Craidorolț · Crucișor · Culciu · Doba · Dorolț · Foieni · Gherța Mică · Halmeu · Hodod · Homoroade · Lazuri · Medieșu Aurit · Micula · Moftin · Odoreu · Orașu Nou · Păulești · Petrești · Pir · Pișcolt · Pomi · Sanislău · Santău · Săcășeni · Săuca · Socond · Supur · Tarna Mare · Terebești · Tiream · Târșolț · Turț · Turulung · Urziceni · Valea Vinului · Vama · Vetiș · Viile Satu Mare
Alba · Arad · Argeș · Bacău · Bihor · Bistrița-Năsăud · Botoșani · Brașov · Brăila · Buzău · Caraș-Severin · Călărași · Cluj · Constanța · Covasna · Dâmbovița · Dolj · Galaţi · Giurgiu · Gorj · Harghita · Hunedoara · Ialomița · Iași · Ilfov · Maramureș · Mehedinți · Mureș · Neamț · Olt · Prahova · Satu Mare · Sălaj · Sibiu · Suceava · Teleorman · Timiș · Tulcea · Vaslui · Vâlcea · Vrancea